# Mit besten Empfehlungen
Pour plus de détails, voir Fiche technique et Distribution.
Mit besten Empfehlungen (en français, Avec mes meilleurs sentiments) est un film autrichien réalisé par Kurt Nachmann sorti en 1963.
Il s'agit de l'adaptation d'une pièce de Hans Schubert.

## Synopsis
Ferdinand Blume est un petit employé qui soumet constamment à ses supérieurs des suggestions de procédures bureaucratiques. Jusqu'à présent aucune ne s'est appliquée dans l'entreprise au bord de la faillite. Cela va changer brusquement quand un jour la rumeur dit que Blume bénéficie d'un soutien haut placé : le ministre. Comme le ministre doit se prononcer sur les marchés publics et la société pourrait donc être prospère à nouveau, commence soudainement la montée apparemment inexorable de Ferdinand qui a du mal à l'expliquer.
Un jour, un certain Otto Alhoys entre en jeu. Lui est en contact direct avec le ministre. Ferdinand Blume redescend aussi vite qu'il avait monté. Mais comme le travail de Blume est pertinent, il trouve du soutien auprès de Mme Hartmann comme de son ami et collègue Hans Neubauer et de son supérieur, le directeur général Brock.

## Fiche technique
- Titre : Mit besten Empfehlungen
- Réalisation : Kurt Nachmann
- Scénario : Kurt Nachmann
- Musique : Johannes Fehring
- Direction artistique : Ferry Windberger
- Photographie : Hanns Matula
- Production : Karl Spiehs
- Sociétés de production : Wiener Stadthalle
- Société de distribution : Union-Film
- Pays d'origine :  Autriche
- Langue : allemand
- Format : Noir et blanc - 1,66:1 - Mono - 35 mm
- Genre : Comédie
- Durée : 80 minutes
- Dates de sortie :
  - Allemagne : 22 mai 1963.
  - France : 5 août 1966[1].

## Distribution
- Georg Thomalla : Ferdinand Blume, comptable
- Gunther Philipp : Otto Alhoys
- Adrian Hoven : Hans Neubauer, comptable
- Paul Dahlke : Brock, le directeur général
- Karin Heske : Eva Brock, sa fille
- Trude Herr : Juliane Kahr, la sœur de Ferdinand
- Jan Hendriks : Muppilein, son fiancé
- Wera Frydtberg (de) : Hilde Hartmann
- Mady Rahl : Trude Immervoll, la secrétaire de direction
- Oskar Sima : le ministre
- Otto Schmöle : Fohnsheim, le président de la banque